# سيف أحدب
السيف الأحدب هو سيف وحيد الحد ذو شفرة منحنية محدبة وهو مرتبط بثقافات الشرق الأوسط أو جنوب آسيا أو شمال إفريقيا. لا يشير مصطلح السيف الأحدب إلى نوع محدد من السيوف، ولكن مجموعة متنوعة من السيوف المنحنية الشرقية المختلفة مستوحاة من السيوف التي قدمها غِلْمَان آسيا الوسطى إلى الشرق الأوسط. ومن هذه السيوف الشمشير الفارسي والسيف العربي والتَلوار الهندي والنِمشة الشمال إفريقية، والقلج التركي. كل هذه السيوف مشتقة في الأصل من السيوف المنحنية السابقة التي تم تطويرها في تركستان.
أصبحت الكلمة مستخدمة لجميع الشفرات الشرقية المنحنية، مقارنةً بالسيوف الأوروبية المستقيمة وذات الحدين الأكثر شيوعًا في ذلك الوقت. هذا واضح في استخدام السيف العريض لتوماس بيجاس.
كان السيف بطول وعرض هائلين، ثقيل وغير ثقيل، صُمم فقط للتقطيع الأيمن بقوة ذراع قوية، حتى الوقت والخبرة لاكتشاف العيوب، من خلال الدرجات التي تعاقدت على طولها وخففت وزنها في إلى الشكل الأكثر سهولة من السيميتار، الذي اخترعته الأمم الشرقية للمرة الأولى، واستمر في كونه سلاحهم الرئيسي حتى يومنا هذا: «استخدم المسلمون والأتراك والفرس. سيميتار ثلاث رميات مختلفة فقط مع واحد من هؤلاء، فقط على ظهور الخيل، والآخران على الأقدام».

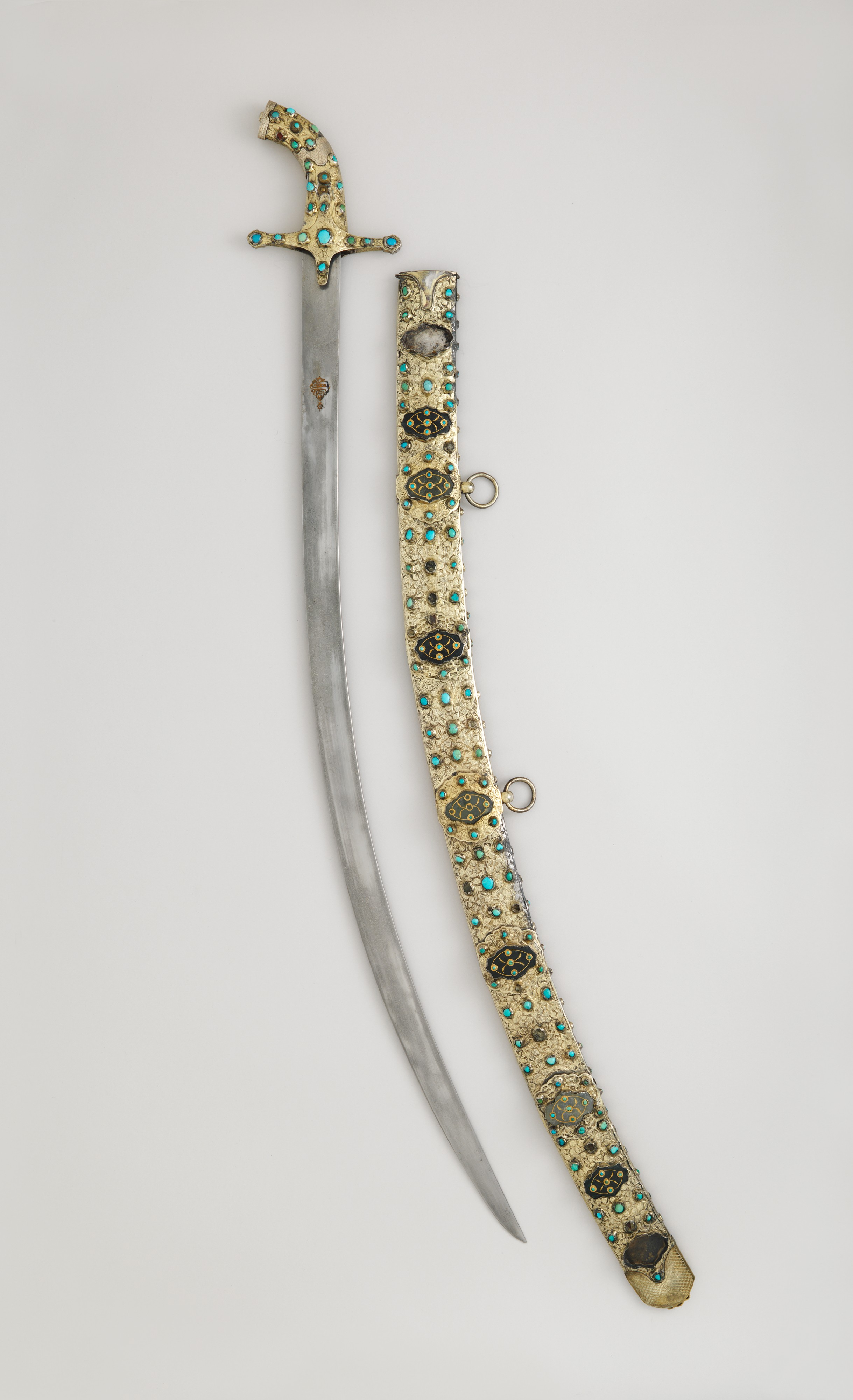
سيف أحدب مرصع بالأحجار الكريمة.

وهكذا فإن السيف يشير في الأصل إلى عائلة واسعة من السيوف، التي حُدد العديد من الأنواع الفردية منها الآن. بين جامعي السيوف والمؤرخين الحديثين، لا يُستخدم المصطلح تكرارًا، لأنه لا يصف جيدًا نوعًا معينًا من النصل، مع أن المصطلح قد استُخدم بالفعل تاريخيًا. بدلاً من ذلك، تغطي كلمة سيف جميع أشكال الشفرة المنحنية بصرف النظر عن مكانها الأصلي.

## تاريخ الاستخدام
كان السيف المقوس أو السيف منتشرًا في جميع أنحاء الشرق الأوسط من الفترة العثمانية على الأقل حتى عصر الأسلحة النارية، التي جعلت السيوف تستخدم في الاحتفالات فقط. كانت السيوف المبكرة في الأراضي الإسلامية عادةً مستقيمة وذات حدين، وفقًا لتقليد الأسلحة التي استخدمها النبي محمد.
«العرب في زمن الرسول استخدموا السيوف لا السيوف المنحنية». – ديفيد الكسندر، السيوف والسيوف المنحنية في العصر الإسلامي المبكر 2001 مع أن السيف ذو الحدين الشهير، ذو الحدين الذي استخدمه علي كان ذا تصميم منحني، فمن المحتمل أن يكون التصميم المنحني قد أدخل إلى الأراضي الإسلامية الوسطى من قبل المحاربين الأتراك من آسيا الوسطى الذين عملوا حراسًا للملوك في القرن التاسع، واكتُشف في شفرة من العصر العباسي في خراسان.
. كان هؤلاء المحاربون الأتراك يستخدمون نوعًا مبكرًا من السيف الذي كان مستخدمًا في آسيا الوسطى منذ القرن السابع، لكنهم فشلوا في إكتساب جاذبية أوسع في البداية في الأراضي الإسلامية. يوجد سلجوق واحد باق من نحو عام 1200، ما قد يشير إلى أن الشفرات المنحنية في ظل تلك الإمبراطورية شهدت بعض الشعبية.
بعد الغزوات المغولية في القرن الثالث عشر، شكلت السيوف المنحنية التي يفضلها سلاح الفرسان التركي، تأثيرات دائمة في معظم أنحاء الشرق الأوسط. كان اعتماد هذه السيوف تدريجيًا، إذ بدأ بعد فترة ليست طويلة من الغزو المغولي، واستمر حتى القرن الخامس عشر.

## أنواع
فيما يلي الإختلافات الإقليمية، التي تقع ضمن عائلة السيف من السيوف. لاحظ أنه رغم استخدام كلمات الاستعارة هذه باللغة الإنجليزية للإشارة إلى تصميمات سيف معينة، فإنها في كثير من الحالات في مراحل مختلفة من التاريخ بلغاتهم الأصلية ستُترجم إلى كلمة سيف في أي تصميم.
- شمشير (إيران وباكستان)
- قلج (تركيا ومصر)، أحد أقدم الأمثلة المعروفة من أوائل القرن الرابع عشر[11]
- نمشة
- بولوار
- تلوار
- كيربان
- شوتل

وُثق المصطلح الإنجليزي سكيمتار من منتصف القرن السادس عشر، وهو مشتق من سيمريت الفرنسي الأوسط في القرن الخامس عشر أو من سكيميتارا الإيطالي. المصدر النهائي لهذه المصطلحات غير معروف. ربما كان مشتقًا من الشمشير الفارسي، لكن ذلك غير مؤكد.
في الفارسية كلمة شمشير تعني حرفيًا مخلب، نظرًا إلى تصميمه المنحني. تُرجمت الكلمة إلى العديد من اللغات لتصبح أخيرًا سكيميتار. في أوائل العصور الوسطى، كان الشعب التركي في آسيا الوسطى متصلًا بحضارات الشرق الأوسط بواسطة عقيدتهم الإسلامية المشتركة. قدم المماليك الأتراك في إطار الحكم الأموي و العباسي إلى الخلفاء نوع السيوف لجميع الثقافات الأخرى في الشرق الأوسط. سابقًا، كان العرب والفرس يستخدمون السيوف المستقيمة البيضاء مثل الأنواع التي استخدمها العرب سابقًا، تاكوبا و كاسكارا.
مع تحول الأتراك إلى الإسلام، أصبح القلج أكثر شيوعًا في الجيوش الإسلامية. عندما غزت الإمبراطورية السلجوقية بلاد فارس وأصبحت أول قوة سياسية مسلمة تركية في غرب آسيا، أصبح القلج شكل السيف المهيمن. نشأ الشمشير الإيراني خلال فترة الإمبراطورية السلجوقية التركية في إيران.
يمكن لمصطلح سيف باللغة العربية أن يشير إلى أي سيف من الشرق الأوسط أو شمال أفريقيا، جنوب آسيا، مستقيمًا أو منحنيًا. تتشابه الكلمة العربية مع الكلمة اليونانية القديمة اكسيفوس. اشتُقت الكلمة اليونانية من اللغة السامية، إذ تعود التسمية إلى العصر البرونزي شرق البحر الأبيض المتوسط، وإن كان أصلها النهائي غير معروف. ريتشارد ف. بيرتون يستمد الكلمتين من السفت المصري.